# キム・サンホン
キム・サンホン（김상헌、漢字表記：金相憲または金尚憲）は韓国の小説家、推理作家。忠清北道忠州出身。日本では小説版「チャングム」の作者として知られている。 
韓国文人協会、韓国推理作家協会、韓国小説家協会所属。長編推理小説「うっとりするゲーム」（황홀한 게임）で、韓国推理作家協会主催の第5回韓国推理文学賞新鋭賞を受賞した。1989年より韓国推理作家協会総務理事を務めている。

## 主な作品

### 邦訳作品
単行本
- チャングム 1 宮廷篇 （2004年10月 ハヤカワ文庫NV、翻訳：米津篤八）
- チャングム 2 追放篇 （2004年11月 ハヤカワ文庫NV、翻訳：米津篤八）
- チャングム 3 医女篇 （2005年1月 ハヤカワ文庫NV、翻訳：米津篤八）
- ジュニア版 チャングムの誓い 1 （2006年11月 汐文社、翻訳：金松伊）
- ジュニア版 チャングムの誓い 2 （2007年1月 汐文社、翻訳：金松伊）
- ジュニア版 チャングムの誓い 3 （2007年2月 汐文社、翻訳：金松伊）
- ジュニア版 チャングムの誓い 4 （2007年3月 汐文社、翻訳：金松伊）

短編
- いとしのシンディー・クロフォード （『コリアン・ミステリ 韓国推理小説傑作選』、2002年5月 バベル・プレス）

### 原書
- 살인 FM （殺人FM） - 1994年6月 ISBN 9788971250723
- 비정-그 오렌지 （非情、そのオレンジ） - 1995年2月 ISBN 9788971250938
- 의녀 대장금 - 상 （医女大チャングム - 上） - 2003年9月 ISBN 9788984672512
- 의녀 대장금 - 하 （医女大チャングム - 下） - 2003年10月 ISBN 9788984672536